# ISO 3166-2:SD
ISO 3166-2:SD è uno standard ISO che definisce i codici geografici delle suddivisioni del Sudan; è un sottogruppo dello standard ISO 3166-2.
I codici sono assegnati a 18 stati, e sono formati da SD- (sigla ISO 3166-1 alpha-2 dello Stato), seguito da due lettere. Prima del dicembre 2011, quando è stato creato l'ISO 3166-2:SS per gli stati che sono andati a costituire il Sudan del Sud, i codici erano formati da SD- seguito da due cifre.

## Codici
| Codice | Stato                   |
| ------ | ----------------------- |
| SD-KA  | Cassala                 |
| SD-DC  | Darfur Centrale         |
| SD-DW  | Darfur Occidentale      |
| SD-DE  | Darfur Orientale        |
| SD-DS  | Darfur Meridionale      |
| SD-DN  | Darfur Settentrionale   |
| SD-GD  | Gadaref                 |
| SD-GZ  | Gezira                  |
| SD-KH  | Khartum                 |
| SD-GK  | Kordofan Occidentale    |
| SD-KS  | Kordofan Meridionale    |
| SD-KN  | Kordofan Settentrionale |
| SD-RS  | Mar Rosso               |
| SD-NR  | Nilo                    |
| SD-NW  | Nilo Bianco             |
| SD-NB  | Nilo Azzurro            |
| SD-NO  | Nord                    |
| SD-SI  | Sennar                  |

## Codici precedenti
| Codice | Stato                         | Note                     |
| ------ | ----------------------------- | ------------------------ |
| SD-23  | Alto Nilo                     | Passato al Sudan del Sud |
| SD-26  | Mar Rosso                     |                          |
| SD-18  | Laghi                         | Passato al Sudan del Sud |
| SD-07  | Gezira (Sudan)                |                          |
| SD-03  | Khartum                       |                          |
| SD-06  | Gadaref (stato)               |                          |
| SD-22  | Unità                         | Passato al Sudan del Sud |
| SD-04  | Nilo                          |                          |
| SD-08  | Nilo Bianco                   |                          |
| SD-24  | Nilo Azzurro                  |                          |
| SD-01  | Nord                          |                          |
| SD-17  | Equatoria Centrale            | Passato al Sudan del Sud |
| SD-16  | Equatoria Occidentale         | Passato al Sudan del Sud |
| SD-14  | Bahr al-Ghazal Occidentale    | Passato al Sudan del Sud |
| SD-12  | Darfur Occidentale            |                          |
| SD-11  | Darfur Meridionale            |                          |
| SD-13  | Kordofan Meridionale          |                          |
| SD-20  | Jonglei                       | Passato al Sudan del Sud |
| SD-05  | Cassala                       |                          |
| SD-15  | Bahr al-Ghazal Settentrionale | Passato al Sudan del Sud |
| SD-02  | Darfur Settentrionale         |                          |
| SD-09  | Kordofan Settentrionale       |                          |
| SD-19  | Equatoria Orientale           | Passato al Sudan del Sud |
| SD-25  | Sennar                        |                          |
| SD-21  | Warrap                        | Passato al Sudan del Sud |
| SD-10  | Kordofan Occidentale          | Abolito nel 2007         |